# Anchuelo
Anchuelo település Spanyolországban, Madrid tartományban. Anchuelo Alcalá de Henares, Los Santos de la Humosa, Santorcaz, Corpa és Villalbilla községekkel határos. Lakosainak száma 1392 fő (2024).

## Népesség
A település lakosságának változását az alábbi diagram mutatja:
| Lakosok száma | 579  | 556  | 916  | 1005 | 1188 | 1211 | 1238 | 1271 | 1354 | 1392 |
|               | 2001 | 2004 | 2007 | 2009 | 2012 | 2014 | 2017 | 2019 | 2022 | 2024 |